# Stawiszynek
Stawiszynek – część wsi Gusin w Polsce położona w województwie łódzkim, w powiecie łęczyckim, w gminie Świnice Warckie.
Miejscowość wchodzi w skład sołectwa Gusin. 
W latach 1975–1998 miejscowość należała administracyjnie do województwa konińskiego.